# Estasi

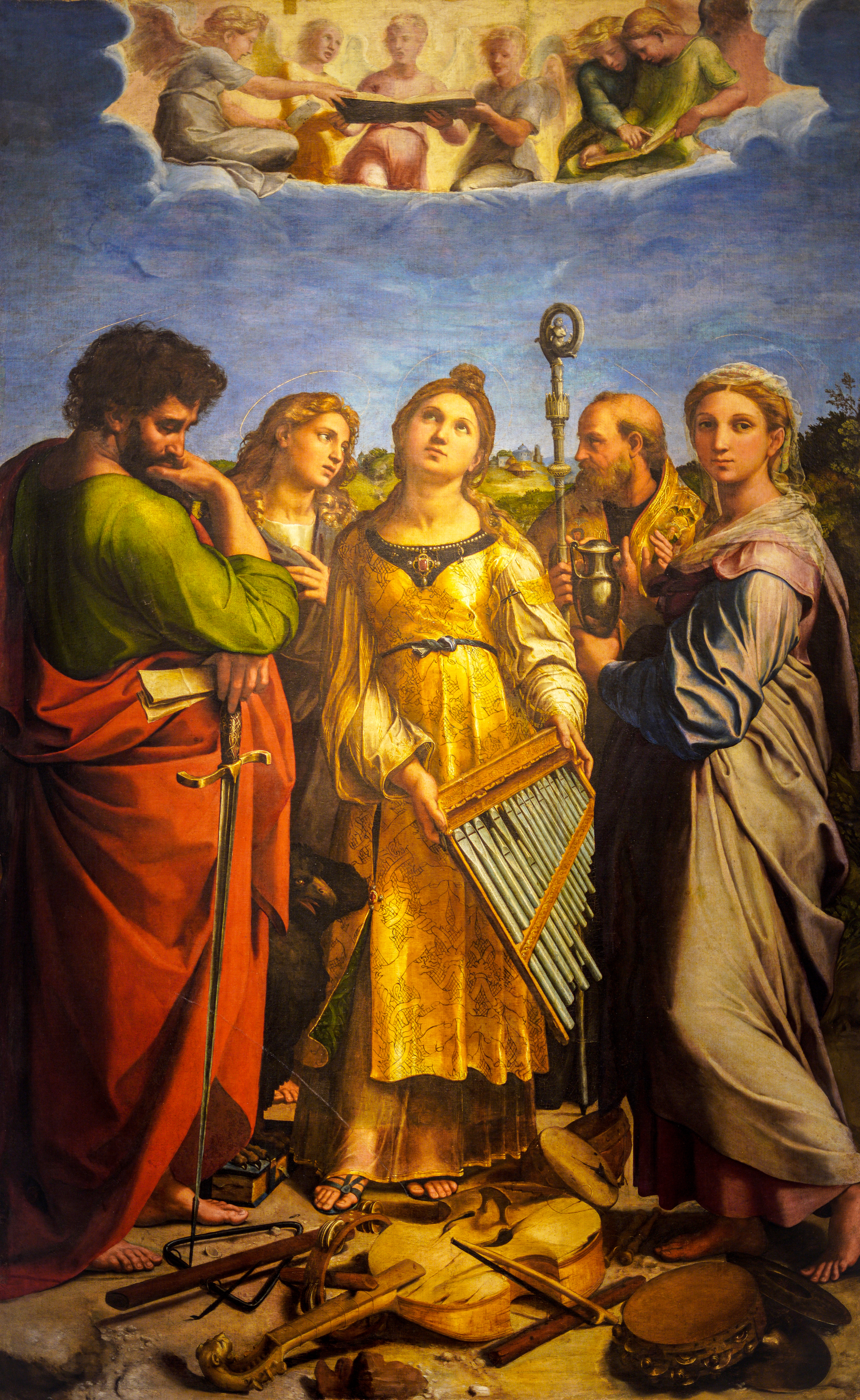
Estasi di Santa Cecilia

L'estasi (dal greco ἔκστασις, composto di ἐκ o ἐξ + στάσις, ex-stasis, «essere fuori») è uno stato psichico di sospensione ed elevazione mistica della mente, che viene percepita a volte come estraniata dal corpo: da qui la sua etimologia, a indicare un «uscire fuori di sé».
Nonostante la diversità delle religioni, culture e popoli in cui l'estasi è stata sperimentata, le descrizioni circa il modo in cui essa viene raggiunta risultano straordinariamente simili. Si afferma di provare in questi momenti una sorta di annullamento di sé, e di identificazione con Dio o con l'"Anima del mondo".

## Descrizione ed effetti
Psichicamente è caratterizzata dalla cessazione di ogni attività da parte dell'emisfero cerebrale sinistro (noto anche come emisfero dominante o della "razionalità discorsiva"), consentendo così all'emisfero destro (quello recessivo o passivo, detto anche "emotivo") di attivarsi. È uno stato di estrema concentrazione simile per certi versi all'ipnosi, quando ad esempio la mente rimane attonita nel fissare un punto o un oggetto, dimentica di ogni altro pensiero. Generalmente produce uno stato di notevole beatitudine e benessere interiore.

## Manifestazioni dell'estasi nell'antichità
Una simile condizione mentale era nota sin dall'antichità ed era considerata manifestazione diretta della divinità.

### Il corteo dionisiaco
Nell'antica Grecia erano famose le menadi (o Baccanti), donne greche che partecipavano a riti non ufficiali. Si trattava di culti misterici e iniziatici che si svolgevano al di fuori delle mura della città ed erano aperti agli emarginati della società, quali appunto le donne, gli schiavi e i meteci. I protagonisti di questi culti (detti anche Misteri, connessi sia ai riti dionisiaci che a quelli orfici sorti intorno al VII secolo a.C.), presi in uno stato di trance o estasi ballavano sfrenatamente e uccidevano a mani nude degli animali. Si trattava di elementi legati all'aspetto esoterico della religione greca, che convivevano sotterraneamente con l'exoterismo della religiosità tradizionale.

### L'estasi oracolare
L'estasi era ciò che rendeva possibili gli Oracoli, essendo vissuta come momento di tramite fra la dimensione terrena e quella ultramondana. A volte lo stato di estasi veniva raggiunto artificialmente mediante l'uso di sostanze psicotrope; la persona coinvolta era portata così a compiere gesti o azioni insoliti.

#### Figure oracolari
Emblematiche in tal senso, per le loro estasi collegate al dono della profezia, erano le Sibille, figure dall'aspetto misterioso perché si mostravano raramente, che gravitavano presso un tempio di Apollo, e talora assumevano vere e proprie vesti sacerdotali come nel caso della Pizia. Costei dimorava nel santuario di Delfi, e raggiungeva uno stato di estasi indotto presumibilmente dai vapori inebrianti che uscivano da una spaccatura del suolo, durante il quale proferiva gli oracoli.
In Magna Grecia era invece famosa la Sibilla di Cuma, situata nei Campi Flegrei, oggetto di leggende che associavano i suoi vaticini ai vapori delle solfatare. I responsi delle Sibille tuttavia erano spesso oscuri e facilmente interpretabili ora in un senso, ora in un altro.

## L'estasi nelle filosofie orientali
Nelle religioni asiatiche, come l'induismo, il taoismo, e soprattutto il buddismo, l'estasi è il momento sacro in cui avviene l'illuminazione, ed è il pieno sviluppo delle potenzialità e delle qualità naturali presenti nell'individuo. Questo stato è anche chiamato onniscienza oppure saggezza suprema e perfetta, dal sanscrito anuttarā-samyak-saṃbodhi, comunemente detta semplicemente Bodhi, e corrisponde all'illuminazione del Buddha; è lo stato in cui la mente diventa illimitata e non più separata dal resto del mondo, il punto in cui il microcosmo della persona si fonde con il macrocosmo dell'universo.
Diventa così possibile una condizione di nirvana, alla quale ci si allena sotto la guida di un maestro tramite la meditazione, cioè la concentrazione su di sé e la consapevolezza della propria energia.

## L'estasi in Plotino
Secondo Plotino (filosofo ellenistico neoplatonico del III secolo d.C.), l'estasi è il culmine delle possibilità umane, che avviene dopo aver compiuto a ritroso il processo di emanazione da Dio: essa è un'autocoscienza, ed è la meta naturale della ragione umana, la quale, desiderando ricongiungersi col Principio da cui emana, riesce a coglierlo non possedendolo, ma lasciandosene possedere. Il pensiero cioè deve rinunciare ad ogni pretesa di oggettività abbandonando il dinamismo discorsivo della razionalità, ovvero negando se stesso. Tramite un severo percorso di ascesi, che si serve del metodo della teologia negativa e della catarsi dalle passioni, la ragione riesce così a uscire dai propri limiti, superando il dualismo soggetto/oggetto e compenetrandosi con l'Uno. Quello di Plotino non è tuttavia un semplice panteismo naturalistico, poiché per lui l'estasi è essenzialmente un percorso in salita verso la trascendenza.

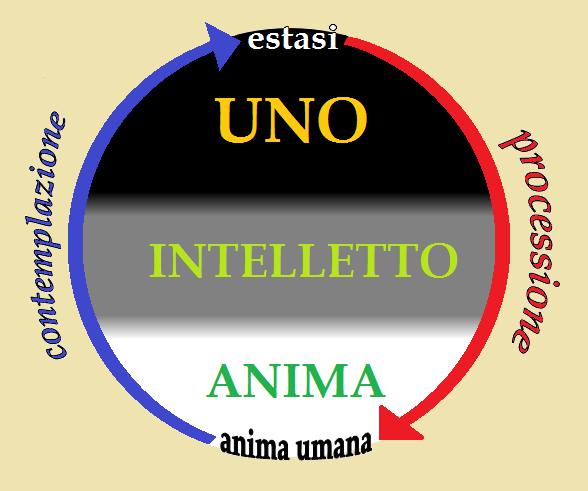
Il circolo nella filosofia di Plotino: dalla processione all'anima umana, e dalla contemplazione all'estasi.

Essendo l'Uno non descrivibile, perché descriverlo significherebbe sdoppiarlo in un soggetto descrivente e un oggetto descritto (e quindi non sarebbe più Uno, ma due), anche l'estasi è di conseguenza uno stato psichico non descrivibile a parole, dato che l'estasi è la condizione stessa dell'Uno che si auto-contempla. Intuirla è possibile solo per via di negazione: tramite il suo contrario, prendendo coscienza di ciò che l'Uno non è, cioè del molteplice. L'Uno stesso, in quanto autocoscienza del pensiero, per intuirsi deve pertanto uscire fuori di sé, diventando molteplice. L'estasi è appunto l'atto con cui l'Uno genera il molteplice: essa è un cogliere tutt'insieme l'uno e i molti, in un circolo che dalla processione ritorna alla contemplazione. Cusano, teologo cristiano del Quattrocento, dirà in maniera simile che l'universo è l'esplicatio dell'Essere, ovvero il fuoriuscire di sé da parte di Dio.
A differenza del Cristianesimo però, secondo Plotino l'estasi non è un dono della divinità, ma una possibilità naturale dell'anima. Essa tuttavia si manifesta non per una propria volontà deliberata, ma da sé, in un momento fuori della portata del tempo. Plotino stesso raggiunse l'estasi solo tre o quattro volte nella sua esistenza. Viverla è infatti dato a pochissimi, in rari momenti della loro vita. L'estasi inoltre non serve ad uno scopo pratico; essendo contemplazione fine a se stessa, in questo mondo non c'è nulla di più inutile. È solo nell'estasi però che l'essere umano ha la rivelazione della sua condizione più vera e autentica. Per il resto la via indicata da Plotino verso la saggezza consisteva in una vita retta, oppure nella ricerca di espressioni artistiche come la musica.

## L'estasi cristiana

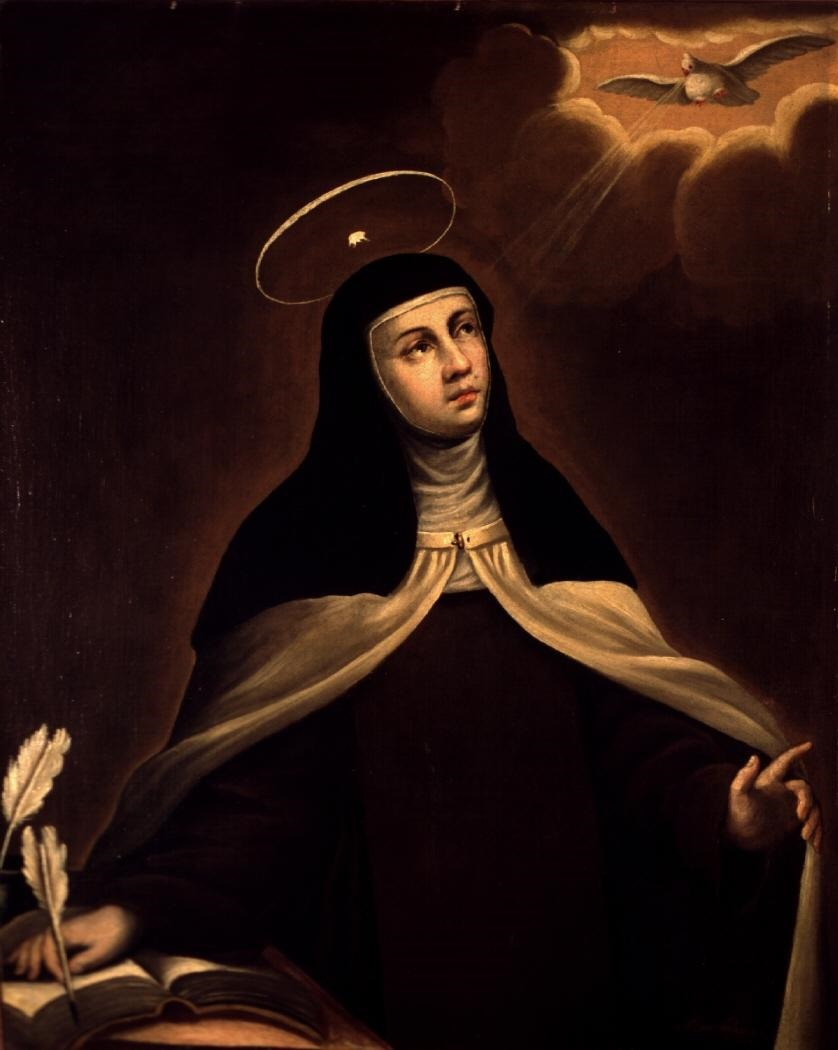
Santa Teresa d'Avila

La filosofia plotiniana diede quindi avvio a una lunga tradizione neoplatonica, che concepiva l'universo animato da un eros o tensione amorosa mirante a ricongiungersi a Dio tramite l'estasi. La teologia di Plotino fu ripresa in particolare da quella cristiana, e rivisitata però alla luce dell'aspetto personale della Trinità. L'estasi venne intesa in un senso più ampio: per il cristianesimo essa non è più soltanto una contemplazione fine a se stessa, ma è funzionale all'azione; deve tendere cioè non solo verso Dio, ma anche verso il mondo. Tale mutamento di prospettiva venne introdotto affiancando all'amore greco di tipo ascensivo, corrispondente al concetto di eros, un amore discensivo corrispondente al concetto evangelico di àgape. L'esperienza estatica cristiana consiste così in una comunione, una sorta di abbraccio col mondo e l'umanità in esso dispersa con lo scopo di alleviarne le sofferenze e ricongiungerla al Padre.
L'estasi avviene tramite un'illuminazione operata direttamente da Dio. Questi fuoriesce nel mondo non per un atto involontario (com'era nel plotinismo), ma perché ama le sue creature. Identificarsi con la sua estasi divina è, secondo Agostino, la meta naturale della ragione umana, la quale può riuscirci non per una deliberata volontà individuale, ma per una rivelazione da parte di Dio stesso che si rende presente alla nostra mente; l'estasi è dunque essenzialmente un dono, reso possibile per intercessione dello Spirito Santo, grazie a cui l'essere umano trascende i propri limiti e si rende strumento di Dio nel mondo. A differenza di altre religioni la persona coinvolta non perde comunque la propria individualità, pur compenetrandosi in Lui.
Per i mistici medioevali, come San Bernardo, o i neoplatonici tedeschi come Meister Eckhart, l'estasi è una visione beatifica che avviene quando l'anima è rapita in Dio, e l'essere si annulla in un Pensiero senza più limiti né contenuto: Dio infatti non può essere oggettivato, perché non è oggetto, ma Soggetto. Si tratta di una comunione mistica accesa da un fuoco d'amore, un'esperienza di beatitudine suprema simile a quelle che saranno riferite in seguito anche da Santa Teresa d'Avila, figura di riferimento della Controriforma. Un'altra testimonianza sull'estasi in tal senso è quella medioevale del beato Jacopone da Todi nella lauda O iubelo de core.

## L'estasi paradisiaca in Dante
Nel Trecento Dante Alighieri, nel Paradiso della Divina Commedia, di fronte alla visione beatifica di Dio, negli ultimi versi della cantica prova così a descrivere l'estasi, conscio della sua ineffabilità, dell'impossibilità di riferirla a parole in maniera oggettiva:

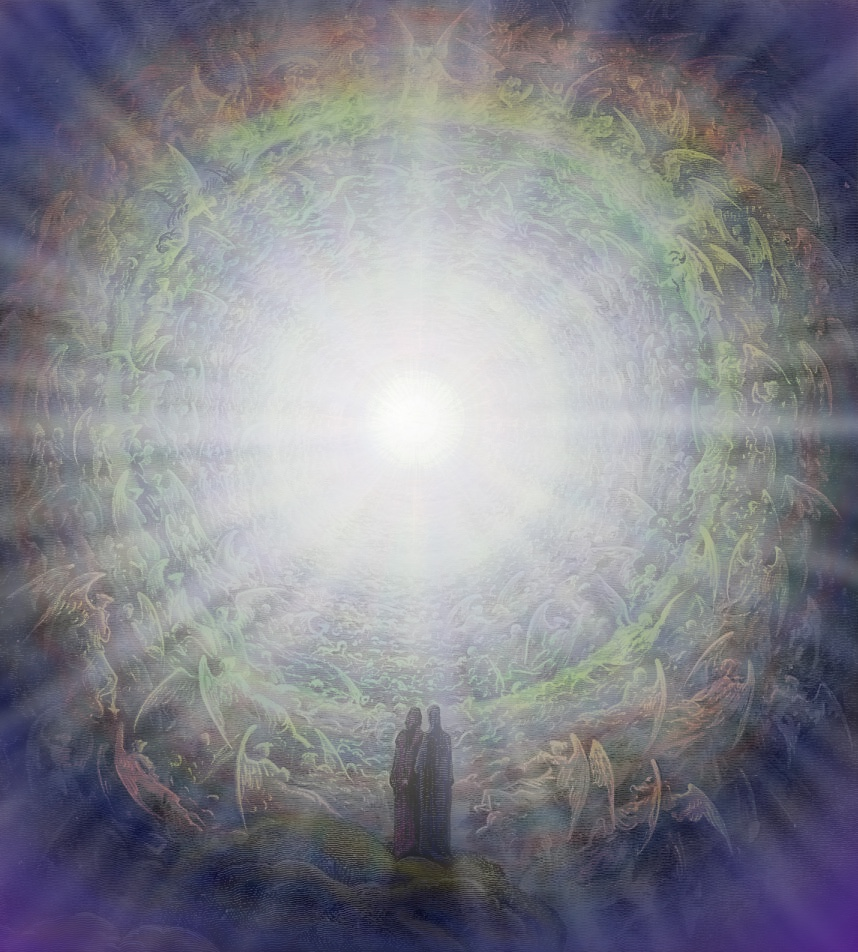
Dante contempla l'Empireo, incisione colorata dell'originale di Gustave Doré

(Paradiso, canto XXXIII, vv. 133-145)

## Il Rinascimento
Il desiderio di estasiarsi godette quindi di una notevole fortuna durante il Rinascimento. Al di là del significato religioso l'estasi assunse allora principalmente una valenza artistica o estetica. Il bello era visto sia dai filosofi rinascimentali che dagli idealisti romantici come la via privilegiata per ricongiungersi a Dio. Nel Cinquecento Giordano Bruno paragonò l'estasi a un eroico furore: non un'attività pacifica che spegnesse i sensi e la memoria, ma al contrario li acuisse, simile a un impeto razionale.

## L'Ottocento e il Romanticismo
A una rivalutazione dell'estasi nell'Ottocento contribuirono sia la Critica del giudizio di Kant, sia l'idealismo di Fichte e Schelling. Kant vedeva nel giudizio estetico un sentimento universale di partecipazione con l'Assoluto, nel quale la ragione non è più vincolata da un'attività conoscitiva soggetta alla necessità delle relazioni causa-effetto, ma è libera nel formulare i propri legami associativi. Per Fichte l'estasi è intuizione intellettuale, l'atto immediato con cui l'Io, nel diventare autocosciente, può intuire se stesso solo in rapporto a un non-io; così nel porre se stesso l'Io pone al contempo anche il molteplice al di fuori di sé. Parimenti Schelling vedeva nell'estasi un'attività infinita con cui Dio crea il mondo. L'uomo può riviverla nell'estasi artistica, che è la manifestazione più tangibile dell'Assoluto, nel quale l'aspetto attivo e passivo, il lato conscio e quello inconscio della mente, non sono più in conflitto tra loro, ma si fondono in una sintesi armonica di comunione cosmica con la Natura.